# 氰基磷杂乙炔
氰基磷杂乙炔是一种不稳定的分子，结构式为N≡C–C≡P，它为氰分子的一个氮原子被磷原子取代的产物，它可以以稀释气体的形式制备。它也是一种星际物质。其异构体尚属未知，可能有C≡N-C≡P（异氰基磷杂乙炔）、C=C=N≡P（azaphosphadicarbon）及N≡C-P=C（异氰基磷杂vinylidene）。
该分子的对称性为C∞v。

## 制备
氰基磷杂乙炔可由叠氮化氰和磷杂乙炔加热反应得到；或者通过乙腈和三氯化磷反应产生：
CH3CN + PCl3 → NCCP + 3HCl.

## 性质
氰基磷杂乙炔分子的偶极矩为3.5 D，这使得该分子比其他许多含磷的分子更容易被光谱检测。它的微波谱已被观测到。分子的键长为：C≡N = 1.159 Å，C-C = 1.378 Å以及C≡P = 1.544 Å。